# إنريكي أسيفيدو
إنريكي أسيفيدو (بالإسبانية: Enrique Acevedo)‏ هو صحفي مكسيكي، ولد في 6 مارس 1978 في مدينة مكسيكو في المكسيك.